# グレート-O-カーン
グレート-O-カーン（グレート・オーカーン、Great-O-Khan、1991年〈平成3年〉6月12日 - ）は、日本の男性プロレスラー（ヒールレスラー）。本名および旧リングネームは岡 倫之（おか ともゆき）。だが、ギミックにおいて岡とオーカーンは別人であるとされる。本記事ではオーカーンと岡を同一人物として扱う。群馬県前橋市出身。新日本プロレス所属。血液型O型。

## 来歴

### デビュー以前
花咲徳栄高等学校、日本大学商学部卒業。
レスリングでは2012年全日本レスリング選手権大会フリースタイル120kg級優勝、2014年全日本選抜レスリング選手権大会125kg級優勝などの実績を持つ。2013年にレスリングのオリンピック強化指定選手に認定され、2014年には日本格闘技連盟から年間最優秀選手賞を受賞した。
2014年にブシロードに入社、ブシロードクラブに所属していた。
2015年にプロレスラーへの転向を表明し、同年6月27日の『巌流島』道場マッチ2にてプロデビューを果たす。鈴木堅世を相手に1R40秒で下し勝利を飾った。同年8月にはブルガリアで行われた世界コンバットレスリング選手権大会に参戦、100kg超級で優勝。
2016年1月3日、新日本プロレスへの入団を発表。同期入門に北村克哉がいる。

### 2017年
1月3日、ディファ有明にて開催された大プロレス祭りにて永田裕志を相手に本名の岡 倫之をリングネームとしてプロレスデビューを果たす。2月21日、ヘナーレとの対戦でヘナーレが足を負傷してレフェリーストップではあるものの、岡もデビュー1ヶ月半にして初勝利をマークした。
8月4日、G1 CLIMAX 27愛媛大会のバッグステージで北村克哉とのタッグチームをモンスターレイジと命名。同年開催のWORLD TAG LEAGUE出場を宣言するも、出場を逃した。
7月6日、北村とのタッグで全日本プロレスに初参戦するが、秋山準&大森隆男組に敗れた。
10月から12月にかけて開催のヤングライオン杯では、最終戦で北村に敗れるなど3勝2敗に終わる。

### 2018年
6月18日、天山広吉とのタッグで永田・中西と対戦し敗北するが、バックステージで天山からモンゴリアンチョップの継承許可を得た。
6月30日、イギリスのミルトン・キーンズにて行われたRPWとの合同興行に参戦のため事前告知なく秘密裏に渡英し、海野翔太の対戦相手"X"として第1試合に出場した。岡はこの際、顔面に護符布を装着して素顔を隠し、キョンシーのような風貌のコスチューム姿で入場。リングイン後に布を外して正体を明かした。また自らを"ドミネーター"（支配者）と名乗り、リングネームをグレート-O-カーン (以下、オーカーン) に変更した。翌日のマンチェスター大会にも引き続きグレート-O-カーンとして出場している。後日、新日本プロレスより岡がそのまま帰国せずにグレート-O-カーンとして海外遠征が決定したことが発表された。
8月17日のRPW SUMMER SIZZLERにて、シェイン・ストリックランドと対戦し、勝利する。
9月8日のRPW British J Cup 2018にて、マーク・デイビスと対戦し、勝利する。

### 2019年
1月27日のRevPro Live In Bristolにて、入江茂弘と対戦し、勝利する。
10月23日のRPW・Live In Southampton 10にて、空位となっているRPWブリティッシュ・タッグ王座を賭け、ランペイジ・ブラウンとのタッグでカーティス・チャップマン＆ダン・マギーと対戦し、王座を奪取する。
11月24日のRPW British J Cup 2019にて、RPWブリティッシュ・タッグ王座&SWEタッグ王座の統一戦が行われ、MAO&マイク・べイリー組（ムーンライトエクスプレス）と対戦し、勝利する。

### 2020年
10月16日、オーカーンはG1 CLIMAX 30両国国技館大会の公式戦オカダ・カズチカVSウィル・オスプレイの終盤に乱入。オカダをエリミネーターで襲撃し、オスプレイの勝利をアシストした。同年10月18日より、オスプレイと共に立ち上げた新ユニット「THE EMPIRE」のリーダー格として活動する。
11月7日のPOWER STRUGGLEにて、オカダ・カズチカとのシングルマッチに敗北する。
11月15日からのWORLD TAG LEAGUE 2020にはジェフ・コブをパートナーとして参戦。しかし5勝4敗で予選敗退となり、4敗はいずれもオーカーンが喫したものであった。

### 2021年
1月4日のWRESTLE KINGDOM15にて、スペシャルシングルマッチで棚橋弘至と対戦するが、最後はハイフライフローで敗北する。
1月6日のNEW YEAR DASH!!にて、オスプレイ&コブとのタッグで辻陽太&天山広吉&小島聡組と対戦して勝利。試合終了後も天山を痛め続け、TTDで天山を担架送りにした。
1月30日のTHE NEW BEGINNING in NAGOYAにて、天山との「敗者モンゴリアンチョップ封印マッチ」に勝利。さらにメインイベントでNEVER無差別級王座を奪取した棚橋を襲撃し、王座挑戦を表明。
2月28日のCASTLE ATTACKにて、NEVER無差別級選手権試合で棚橋弘至と対戦するが、最後はエリミネーターを変形回転十字固めで切り返され、敗北する。
3月4日、日本武道館大会で行われたNEW JAPAN CUP1回戦で内藤哲也にレフェリーストップで勝利。だが、3月11日の愛媛大会で行われた2回戦で矢野通に敗北。
4月26日のRoad to レスリングどんたく 2021メインイベントにて、内藤哲也との再戦で敗北する。
6月23日のKIZUNA ROAD 2021の第一試合にて、「試練の5番勝負」の最後の相手として辻陽太と対戦し、逆エビ固めで勝利する。
7月25日のWRESTLE GRAND SLAMにて、「KOPW 2021」争奪ニュージャパンランボー With手錠に出場するが、敗退。
9月5日のWRESTLE GRAND SLAM in MetLifeDomeにて、コブとのタッグでオカダ・カズチカ＆石井智宏組と対戦し、勝利する。
9月18日から行われたG1 CLIMAX 31 にAブロックで初出場。タンガ・ロア、矢野通、高橋裕二郎から勝利し、開幕から3連勝を収めるも、ザック・セイバーJr.、KENTAに敗北し、2連敗する。また、石井智宏、飯伏幸太、鷹木信悟らとのメインイベント3連戦にも敗北し、4勝5敗（内藤哲也の負傷欠場による不戦勝1勝を含む）に終わり、予選落ちとなった。
11月6日の大阪府立体育会館で行われたPOWER STRUGGLEにて、矢野の保持する「KOPW 2021」に挑戦。試合は事前のファン投票により「アマチュアレスリングマッチ」で行われたが、判定は6-5で矢野の勝利となった。
11月14日からのWORLD TAG LEAGUE 2021にヘナーレとのタッグで出場。EVIL&裕二郎組、鈴木&TAKA組、IWGPタッグ王者であるタイチ&ザック組、連勝中の内藤&SANADA組、永田&タイガー組、真壁&本間組、天山&小島組に勝利するが、ファレ&オーエンズ組、棚橋&矢野組、後藤&YOSHI-HASHI組、タマ&タンガ組に敗北。7勝4敗で予選落ちとなり、4敗はいずれもヘナーレが喫したものであった。

### 2022年
1月5日のWRESTLE KINGDOM16にて、SANADAとのシングルマッチで対戦するがジャパニーズレッグロールクラッチで丸め込まれ、敗北する。
1月20日から2月20日の新春黄金シリーズにて、ヤングライオンや第三世代を相手にシングル15連戦を行い、全てに勝利する。（事前の予定ではシングル19連戦だったが、1月25日福島・29日後楽園・30日神栖大会の開催中止、28日の名古屋大会の開催延期を受け、15連戦となった。）
3月6日、郡山大会でNEW JAPAN CUP1回戦で飯伏幸太との対戦が予定されていたが、飯伏の右肩負傷が回復していないため不戦勝となった。同月12日の愛知大会で行われた2回戦で石森太二に勝利するが、17日の静岡大会で行われた3回戦でザック・セイバーJr.に敗北。
3月29日、武蔵小杉駅で酔った男性から迷惑行為を受けていた10歳の女児を救出したとして、4月4日に神奈川県警中原警察署から感謝状を贈呈された。
4月9日の東京・両国国技館大会にて、コブとのタッグでIWGPタッグ王座を保持するYOSHI-HASHI＆後藤洋央紀組に挑戦して勝利を収め、ベルト初戴冠となった。
4月16日のWindy City Riotにて、コブ&ヘナーレ&TJP&オージー・オープンとタッグでBULLET CLUB&スコット・ノートンと対戦し、勝利する。
5月1日の福岡PayPayドームで行われたIWGPタッグ選手権にて王者として、挑戦者後藤洋央紀&YOSHI-HASHI組、バッドラック・ファレ&チェーズ・オーエンズ組との3WAYマッチが行われるが、後藤が敗れたため自らが敗れることなく王座陥落。
5月14日のCapital Collisionにて、チェーズ・オーエンズと対戦するが、ロープを利用した強引な丸め込みで敗北する。
5月22日のNJPW STRONG MUTINYにて、NJPW STORONG "初上陸" を果たす。ヘナーレ&TJPとのタッグでマスカラ・ドラダ&ブロディ・キング&テイラー・ラストと対戦し、勝利する。
6月10日の大阪城ホール大会にて、バッドラック・ファレ&チェーズ・オーエンズ組にリマッチに挑み、IWGPタッグ王座奪還に成功した。

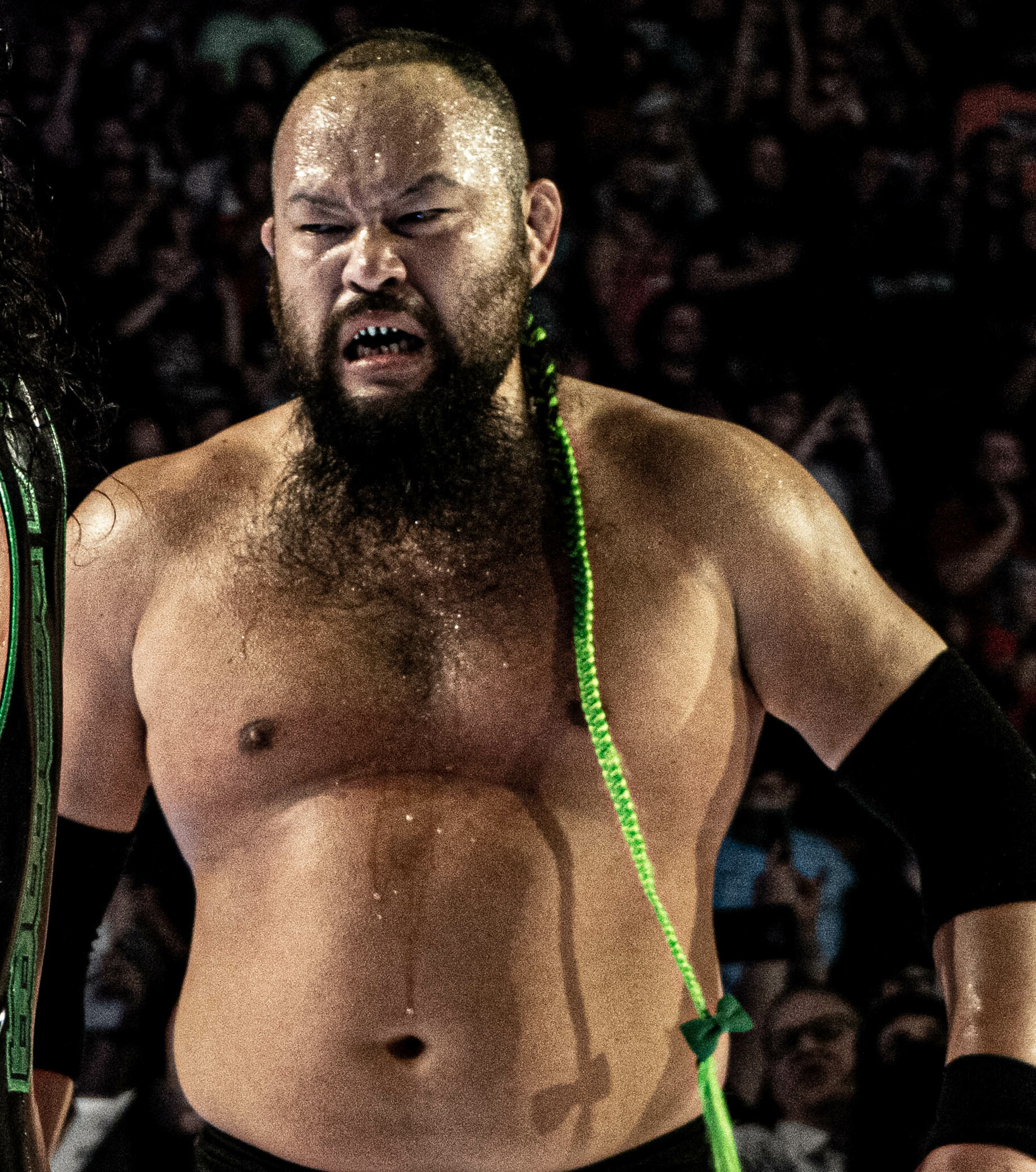
Forbidden Door

6月26日に開催されたAEWとの合同興行『AEW x NJPW : FORBIDDEN DOOR』の第2試合でROH世界タッグ選手権＆IWGPタッグ選手権3WAYマッチが行われ、ROH世界タッグ王者のダックス・ハーウッド&キャッシュ・ウィーラー組、バレッタ&ロッキー・ロメロ組と対戦。ロッキーが敗れたため自らが敗れることなく王座陥落。AEWにIWGPタッグベルトが流出する事態となった。
7月16日から行われたG1 CLIMAX 32 にBブロックで出場。石井智宏、タイチに勝利するも、チェーズ・オーエンズ、SANADA、ジェイ・ホワイト、タマ・トンガに敗北。2勝4敗に終わり、予選落ちとなった。
7月23のNJPW STRONG UNITED EMPIRE RISINGにて、ヘナーレ&オージー・オープンとタッグでTMDKと対戦し、勝利する。
9月3日、プロレスリング・ノアの大阪大会にて、グレート・ムタ&NOSAWA論外とタッグを組み、拳王&征矢学&タダスケと対戦。試合には勝利したが、その後ムタにグリーンミストを浴びせられた。
9月11日の千葉・東金アリーナで行われた、『バーニング・スピリット 永田裕志デビュー30周年記念大会 Blue Justice Ⅺ ～青義伝承～』メインイベント永田裕志デビュー30周年記念試合にて、永田裕志とシングルマッチで対戦し、勝利する。
9月25日のバーニング・スピリットにて、コブとのタッグでバッドラック・ファレ&チェーズ・オーエンズと対戦し、勝利する。
10月1日のROYAL QUEST Ⅱにて、イギリス凱旋を果たす。また、2日ではオスプレイ&オージー・オープン&ギデオンとタッグを組み、FTR&海野翔太&ゲイブリエル・キッド&リッキー・ナイトJrと対戦し、オーカーンがブリティッシュ・ヘビー級王者であるRKJにエリミネーターで勝利し、抗争に発展する。
10月10日の超実力派宣言にて、コブとのタッグでYOSHI-HASHI＆後藤洋央紀と対戦し、勝利する。
10月15日のバックステージにて、北村克哉の訃報を受け、オーカーン自らモンスターレイジの解散を発表した。
10月26日、NJPW WORLD認定TV王座決定トーナメント一回戦にて矢野通と対戦中に会場が暗転。電気復旧後、突如としてリングサイドにムタが現れ近づいたところ、毒霧を浴びせられた上に矢野に丸め込まれて敗北した。
11月5日のバトルオータム'22にて、コブとのタッグでIWGPタッグ王座を保持するダックス・ハーウッド&キャッシュ・ウィーラー組と対戦するが、王座奪取にはならなかった。
11月20日のHistoric X-overにて、コブ&ヘナーレとのタッグでグレート・ムタ＆オカダ・カズチカ＆矢野通と対戦するが敗北。
11月22日からのWORLD TAG LEAGUE 2022にヘナーレとのタッグで出場。コグリン&キッド組、EVIL&裕二郎組、TMDK、棚橋&矢野組に勝利するが、内藤&SANADA組、鈴木&アーチャー組、毘沙門、同門であるオージー・オープンに敗北。5勝4敗（不戦勝1勝を含む）で予選落ちとなり、4敗はいずれもヘナーレが喫したものであった。
12月17日のRPW Uprising 2022にて、RPWブリティッシュ・ヘビー級王座を保持するリッキー・ナイトJrとの選手権試合が予定されていたが、RKJの手首骨折のため、代理であるRKJの実の叔父のザック・ナイトと王座挑戦を行い、王座を奪取する。

### 2023年
1月4日のWRESTLE KINGDOM17にて、「KOPW 2023」進出権争奪ニュージャパンランボーに出場。SHO、矢野、鷹木とともに翌5日の「KOPW 2023」決定戦4WAYマッチ進出権を獲得する。
1月5日のNEW YEAR DASH!!にて、SHO、矢野、鷹木との「KOPW 2023」決定戦4WAYマッチが行われたが、矢野が敗れたため自らが敗れることなく王座奪取ならず。
1月22日のTHE NEW BEGINNING in NAGOYA メインイベントにて、鷹木の持つ「KOPW 2023」とIWGP世界ヘビー級王座挑戦権を賭け、オーカーン自らが提案した「異種格闘技マッチ」で対戦するが敗北する。
3月5日から開催される NEW JAPAN CUP 2023 シード枠での出場が決定。15日の岡山大会での2回戦で、デビッド・フィンレーと対戦するが、トラッシュパンダにより敗北する。
3月26日のRPW Revolution Rumble 2023にて、前王者であるリッキー・ナイトJrとのRPWブリティッシュ・ヘビー級王座の防衛戦が行われ、盟友のランペイジ・ブラウンの介入により王座初防衛に成功。
4月8日のSAKURA GENESIS 新日ちゃんぴおん。グランプリ獲得記念試合にて、矢野通＆鈴木みのるとタッグを組み、棚橋&デスペラード&YOHと対戦し勝利する。
6月4日 DOMINION in OSAKA - JO HALLにて、ヘナーレとのタッグで、後藤洋央紀&YOSHI-HASHI組、EVIL&高橋裕二郎組とのIWGPタッグ&STRONG無差別級タッグ王座決定戦3WAYマッチが行われた。裕二郎が敗れたため自らが敗れることなく王座奪取に失敗した。
6月9日 ALL TOGETHER AGAIN 元気があれば何でもできる！にて、コブ・ヘナーレ・TJP・アキラとのタッグで、斉藤ジュン・斉藤レイ・本田竜輝・佐藤光留・田村男児と対戦し、勝利する。
7月9日のRPW EPIC ENCOUNTER 2023 メインイベントにて、マイケル・オクとRPWブリティッシュ・ヘビー級王座の防衛戦を行ったが、防衛に失敗した。また、イギリスでの無敗記録が5年と9日でストップした。
自身のSNSにて、令和闘魂三銃士の結成や、G1 CLIMAXのAブロックにエントリーされていないこと、G1 CLIMAXでの試合にセミ・メインが一つもないことに対し、会社への不満を明かした。
7月15日から行われるG1 CLIMAX 33 にBブロックで出場。オカダ・カズチカ、KENTA、ウィル・オスプレイ、タンガ・ロアに敗北、エル・ファンタズモ、YOSHI-HASHI、タイチから勝利するが、3勝4敗に終わり、予選落ちとなった。
8月13日 両国国技館のバックステージにて、「元 IWGP世界ヘビー級王者である鷹木信悟を処刑すれば、G1優勝と同等結果が出る」と考え、鷹木を襲撃。9月10日 東金では鷹木にUNITED EMPIREのTシャツを手渡し勧誘するが、17日の福岡で鷹木がTシャツを破り捨て勧誘を一蹴。24日 神戸大会にて鷹木とスペシャルシングルマッチで対戦するが、敗北。
10月14日のRoyal Quest Ⅲにて、アキラとのタッグで成田蓮＆海野翔太と対戦するが、敗北。メインイベント終了後、海野のIWGP UK（US）王座への挑戦表明に対し、11月４日 POWER STRUGGLEでのジョン・モクスリーとのスペシャルシングルマッチを交換条件として要求した。
11月4日のPOWER STRUGGLEにて、ジョン・モクスリーと対戦。1分7秒両者リングアウトに終わったが、納得のいかないモクスリーの要求により、エニウェアフォール形式での再試合が行われた。モクスリーの流血や、オーカーンの辮髪が切られるなど攻防は激化。試合終盤、モクスリーのリアネイキッドチョークによりレフェリーストップ負け。
11月20日から開催されるWORLD TAG LEAGUE 2023にHENAREとのタッグで出場。清宮&大岩組、HoT、G.O.A、矢野＆石井組に勝利するが、海野&成田組、TMDK、WAR DOGSに敗北する。4勝3敗で予選落ちとなり、4敗はいずれもオーカーンが喫したものであった。
12月21日のRoad to TOKYO DOMEにて、コブ＆HENAREとのタッグで、NEVER無差別級6人タッグ王座を保持するオカダ＆棚橋＆石井組に挑戦するが、王座奪取に失敗した。

### 2024年
1月4日のWRESTLE KINGDOM18にて、「KOPW 2024」進出権争奪ニュージャパンランボーに出場。YOH、矢野、石森とともに翌5日の「KOPW 2024」決定戦4WAYマッチ進出権を獲得する。
1月5日のNEW YEAR DASH!!にて、YOH、矢野、石森との「KOPW 2024」争奪戦 4WAYマッチ 10ミニッツラストピンフォールマッチが行われたが、王座奪取に失敗した。
1月20日のTHE NEW BEGINNING in NAGOYA にて、石森の保持する「KOPW 2024」に挑戦。試合は事前のファン投票により「10ミニッツ イシモリング フィットマッチ」で行われ、王座奪取に成功した。
2月4日の後楽園大会にて、ジェフ・コブの左大腿部負傷により、急遽アレックス・コグリンとのシングルマッチが決定する。試合では、エリミネーターからのジャックナイフ式エビ固めで勝利した。
2月23・24日の THE NEW BEGINNING in SAPPORO にて、オカダ・カズチカ と8人タッグ戦で対戦した。以前から熱望していた、KOPW提唱者であり新日本プロレス退団発表をしたオカダ・カズチカとの「KOPW 2024」争奪戦は実現しなかったが、オカダの新日本ラストマッチの相手となった。
3月7日のNEW JAPAN CUP 1回戦にて、タンガ・ロアと対戦したが、新技のザ・サクリファイスにより敗退した。
3月31日のRoad to SAKURA GENESIS 2024 静岡大会のメインイベントにて、タンガ・ロアとの「KOPW 2024」争奪戦 地方再生マッチ〜浜松編〜 に勝利し、防衛に成功した。
4月6日のSAKURA GENESIS 2024の6人タッグにて、上村にストームクラッチで丸め込まれ敗北。
4月27日の広島大会にて、自身が提案した「KOPW 2024」争奪戦 地方再生マッチ～広島編～ で上村と対戦し、王座防衛に失敗する。
6月9日の大阪大会にて、上村との「KOPW 2024」争奪戦 ストームキャッチルール 15分1本勝負 に勝利し、王座奪取に成功した。
6月15日のALL TOGETHER 札幌大会にて、コブ＆樋口和貞とのタッグで、ボルチン・オレッグ＆大岩陵平＆遠藤哲哉と対戦し、勝利する。
7月20日から行われるG1 CLIMAX 34 にAブロックで出場。7月20日のザック戦、21日のゲイブ戦、23日の鷹木戦、27日の海野戦に敗北し、両ブロック唯一の４連敗を喫した。しかし、G１中に考案した必勝パターンにより、29日のジェイク戦、8月3日の開幕５連勝中のEVIL戦、6日のカラム戦、8日のSANADA戦に勝利し、４連勝を納めた。続く12日のアオーレ長岡大会でのメインイベントにて、IWGP世界ヘビー級王者であり前年度G1覇者である内藤から勝利し、Aブロック３位となり、優勝決定トーナメントファーストステージへの出場が決定した。2021年からのG1出場以来初めての勝ち越しとなった。
8月15日の幕張大会メインイベントでの優勝決定トーナメントファーストステージにて、Aブロック２位の鷹木と対戦したが、敗退した。
8月24日のDORAGON GATE 神戸サンボーホール大会にて、Ben-Kとタッグを組み、BUSHI&シュン・スカイウォーカー組と対戦し、勝利する。
9月29日神戸大会のメインイベントにて、内藤哲也が持つIWGP世界ヘビー級王座に初挑戦するが、王座奪取に失敗した。
10月5日のスターダム 愛知・ドルフィンズアリーナ大会に乱入し、11月7日に開催される合同興行でスターダムの選手との「KOPW 2024」争奪戦を行うと宣言した。
11月4日の大阪大会にて、HENAREとのタッグでIWGPタッグ王座を保持するマイキー・ニコルス&シェイン・ヘイストと対戦し、王座奪取に成功し、KOPW王座とIWGPタッグ王座の2冠王となる。
11月17日のHistoric X-over Ⅱにて、鈴季すずと「KOPW 2024」を賭け対戦した。新日本プロレス史上初となる男女タイトル戦を制し、タイトル防衛に成功した。
11月19日から開催されるWORLD TAG LEAGUE 2024にIWGPタッグ王者としてHENAREとのタッグで出場。初戦でタイチ&TAKA組に敗北するが、棚橋＆邪道組、H.O.Tに勝利する。H.O.T戦後には、オーカーンらに対して、ビデオメッセージとしてヤングバッカスが1月5日で開催されるWRESTLE DYNASTYでのIWGPタッグ王座への挑戦を表明した。続く、ボルチン＆矢野組、TMDK、フィリップブラザーズに勝利し、単独首位となる。しかし、前哨戦でのHENAREの負傷により、同シリーズを棄権し、IWGPタッグを返上した。
12月22日の後楽園大会メインイベントにて、「ＫＯＰＷ３年間集大成３本勝負」でタイチと対戦し、３本勝負が１勝１敗１分けとなったことで、保持者のオーカーンは引き分け防衛に成功し、KOPW2024覇者となる。試合後に、KOPWを封印し、1月4日に開催されるIWGP正解ヘビー級王座への挑戦権を賭けたランボーマッチを提唱した。
12月28日のDDT 両国国技館大会での男色ディーノとのシングルマッチが予定されていたが、KOPW戦での腰と脇腹の負傷により、欠場。

## 得意技

### フィニッシュ・ホールド
エリミネーター（アイアン・クロー・スラム）
相手の右サイドから自らの右手で相手の前頭部を鷲掴みし、担ぎ上げてそのままマットに叩きつけるアイアン・クロー式の変形チョーク・スラム。海外遠征中は、不夜城という名称で使用していた。
2023年9月24日の鷹木戦では、利き腕とは反対の左手でのエリミネーターが披露された。
G1 CLIMAX 34 では、大空スバル式羊殺し → 逆河津落とし → エリミネーターというパターンを考案し、５連勝を納めた。
リストクラッチ式エリミネーター
相手の左腕を股下でリストクラッチした状態で顔面をアイアン・クローで捕らえ、担ぎ上げて後頭部からマットに叩きつける変形エリミネーター。NEW JAPAN CUP 2022 での石森戦で初披露された。
さくらみこ式エリミネーター（仮）
エリミネーターの形で担ぎ上げた後、片膝立ちになると同時に相手の腰を自らの立てた膝に叩きつけるバックブリーカー。
G1 CLIMAX33 エル・ファンタズモ戦で初披露された。
名称は後日オーカーン自身のツイートにて名付けられたもので、Vtuber・さくらみこの企画内でWWE 2K22を使用して作成されたレスラーとしてのさくらみこが使用したチョークスラム・バックブリーカーを元に考案された事に因む。
ポップアップ式エリミネーター
走りこんできた相手の両脇下を掴んで高々とリフトアップし、顔面をキャッチしてマットに叩きつける技。
G1 CLIMAX33 YOSHI-HASHI戦で初披露された。
ハンギング・ボム式エリミネーター
対した相手の顔を両手で掴み、相手の体を宙に吊り上げて背中からマットに叩きつける。
DOMINIONでの上村戦で初披露された。
モンゴリアン・バックブリーカー
正面から右手で相手の頭部を鷲掴みにし、そのまま背後に回って左手で相手の両足を交差させながら背中に担ぎ上げ、前傾姿勢を取りながらスタンドで締め上げるアイアン・クロー式・変形バックブリーカー。
アイアン・クロー
正式名称はブレーン・クローと呼ばれる。顔面を片掌で掴み、そのまま握力を使って締めつける古典的なプロレス技。
パンケーキ
レスリングにおける「パンケーキ」の応用技。すかさずフォールするパンケーキ・ホールドも使用する。
前述の事件以降、使用するようになる。
SLAM DUNK
相手の首を片手で背面から掴み、もう片方の腕を添えてそのまま相手を上方へ持ち上げ、前面からコーナーやエプロンに落とすリバース・チョークスラム。
FGO（Fate/Grapple O-Khan）
アイアン・スリーパーから逃れようと後ろへの注意が無くなった相手に、高速脳天串刺し式スープレックスを放つアイアンクロー・スリーパー・スープレックス。
SAKURA GENESIS 新日ちゃんぴおん。提供試合にて初披露された。
オーカーンによると、Fate/Grand Orderのルーラー/アストライアの宝具「裁きの時はいま。汝の名を告げよ」を意識している。

### 投げ技
ボディスラム
アバランシュ・ホールド
ショルダー・スルー
ブレーンバスター
ブレーンバスタースラム
ブレーンバスターで担ぎ上げた状態から自分は体を反転させ、ボディースラムのように相手をマットに投げつける。
雪崩式ブレーンバスター
リバース・ブレーンバスター
背後から相手の頭部を左脇下に抱え込み、右手でタイツを掴みながら担ぎ上げ、勢いよく後方へ倒れ込むことで相手をフェイスバスター気味に顔面からマットに叩きつけるリバース式の変形ブレーンバスター。
フロントスープレックス
腕と腰の反動を使い相手を１度高く引き上げ、真後ろを見たあと更に捻りを加えるため、高低差・スピード・威力がある。また、片腕を絡めているため、技に耐える事や受け身が難しく、大ダメージを与えられる。
雪崩式フロントスープレックス
DOMINIONでのIWGPタッグ選手権で初披露された。
サイド・スープレックス
相手の胴をサイドからクラッチして相手を引っこ抜いて180度ひっくり返すように投げる。レスリングにおける「俵返し」の応用技。
WTL 2023の海野&成田戦では旋回式のサイド・スープレックスが披露された。
バックドロップ
後方から相手の胴をクラッチせず、股をすくい上げるようにして落とすため、ブリッジはきかせない抱え式バックドロップ。
ジャーマンスープレックス
ダブルアーム・スープレックス（がぶり返し）
POWER STRUGGLEでのジョン・モクスリー戦のために開発された技。
アトミック・ドロップ
マンハッタン・ドロップ
飛び付き式ダイヤモンド・カッター
ネックブリーカー
スイング式・ネックブリーカー
ランニング・ネックブリーカードロップ
自ら走りこんで相手の首に左腕を掛け倒れこみ、後頭部をマットへ叩きつける。
ジャンピング・ネックブリーカードロップ
助走を付けて相手の首に腕を巻き付け、同時にジャンプして自らの体を空中に完全に浮かせてマットへ倒しながら、その勢いを利用し相手の体を背面からマットへ押し倒す。
ゴード・バスター
ブレーンバスターの体勢から後方ではなく前方に倒れこみ、相手をうつ伏せの状態で叩きつける。
バックドロップ・フェイスバスター
バックドロップの体勢で相手を担ぎ上げ、そこから180°前方回転させながら前方へ投げ落とし、顔面からマットに叩きつける変形のフェイス・バスター。相手は受身が取りづらく、顔だけでなく内臓や膝へのダメージも高い。
サイド・スープレックス・フェイスバスター
サイド・スープレックスの状態で相手を持ち上げ、そのまま相手を前面からマットに叩きつける技。
コンプリート・ショット
正面から相手の首に腕を回し、足をかけて後ろに倒れ顔面・胸部をマットに叩き付けるリバース河津落とし。
リフティング・フラットライナー
正面からロック・ボトムの体勢で相手の右脇下から相手に組みつき、右腿に左手を添えてマットと平行に高々と担ぎ上げ、勢いよく背面から倒れ込むことで相手を顔面からマットに叩きつける変形フラットライナー。
リバース・パワースラム
相手を背後から抱え上げパワースラム状に投げ落とすので、相手は前面から落ちることになり、顔面や膝等をマットに打ち付ける。
逆大外刈り
相手をハーフネルソンの状態に捕らえて河津落としの体勢から前方に倒れこんで相手を叩きつける。
大外刈り
スタンディングでの肩固めから、グラウンドでの肩固めに持ち込む際に使用する場合がある。
巴投げ
巴投げから腕挫十字固めに繋げる。
払い腰
一本背負い
2023年10月1日のタッグマッチではレインメーカー式一本背負いが披露された。
飛行機投げ
シュミット式・バックブリーカー
主に大空スバル式羊殺しから大空スバル式羊殺し・ルーナに移行する際に使用する。
相手を抱えたまま旋回し、相手の三半規管にダメージを与える旋回式も使用する。
アイアン・バックブリーカー
背後からアイアンクローを極めた状態で、相手の身体を背面から自分の右膝の上に落とす変形のバックブリーカー。
TTD
NEW YEAR DASH!!での天山広吉戦以降、使用するようになる。
この技を使用し、技の開発者である天山広吉を担架搬送にまで追い込んだ。
エクスプロイダー
永田裕志デビュー30周年記念大会での永田裕志戦以降、使用するようになる。
ヘラクレスカッター
G1 CLIMAX33 YOSHI-HASHI戦で初披露された。

### 打撃技
モンゴリアンチョップ
オーカーンのモンゴリアンチョップは、独特の甲高い奇声を発しながら小さくジャンプして放つのが印象的である。
3発目は、チョップというより胸板への両手での張り手に近い形でなぎ倒すことが多い。
マシンガン・モンゴリアンチョップ
ダイビングモンゴリアンチョップ
初期のフィニッシャー。主にセカンドロープから放つ。
王統流正拳突き
「押忍」という掛け声で放つ正拳突き。
王統流二段蹴り
独特の甲高い奇声を発しながら放つバイシクル・キック。
エルボー
エルボー・ドロップ
バックエルボー
ヨーロピアン・アッパー・カット
張り手
逆水平チョップ
TV王座決定トーナメント一回戦の前哨戦で披露された逆水平チョップのフォームは北村克哉のものと同型であった。
チョップ・スマッシュ
耳を掴んで耳にチョップすることもある。
ココナッツ・クラッシュ
相手の顔面に右膝を押し当て、小さくジャンプして右膝に顔面を打ち付ける変形のフェイスクラッシャー。
ニークラッシャー
相手の片足を折りたたんでリフトアップし、相手を膝から落下させながら自らはマットに膝を立て、自分の腿の上に相手の膝を叩きつける。
ヘッドバット
ショルダー・タックル
クローズライン
フライング・フォーアーム
助走をつけて、体を横に流しつつジャンピング・エルボーを繰り出す。
地獄突き
荒ぶる鷹のポーズをとった後に地獄突きを放つ場合がある。
トラース・キック
独特の甲高い奇声を発しながら放つトラース・キック。
ドロップキック
マンハッタンドロップ、モンゴリアンチョップ、地獄突きのコンビネーションで怯ませたところに側頭部にランニング式で放つ。
ショットガン・ドロップキック
スライディングキック
コーナーポストに相手を逆さ吊りにてかけ、相手の顔面めがけてキックする。
スピアー
2022年10月26日のTV王座決定トーナメント一回戦にて披露された。
スーパーマンパンチ
ジョン・モクスリー戦では椅子を踏み台にして放った。

### 関節技、絞め技
スリーパー・ホールド
クロスフェイス
ベアハッグ
フルネルソン
逆エビ固め
肩固め
スタンディングとグラウンドの2種使用する。
片羽絞め
三角絞め
腹固め
両脚で相手の片腕を極める技。
脇固め
腕挫十字固め
膝固め
正面から相手の左膝裏に自身の左足を絡ませて前転回転をし、グランドに移行してから相手の左足のつま先を自身の両手掴んで絞り上げる変形の膝固め。AJスタイルズのカーフ・キラーと同型。
膝十字固め
この技で内藤哲也をレフェリーストップまでに追い込んだ。
アキレス腱固め
アンクルホールド
ヒールホールド
トーホールド
アルゼンチン・バックブリーカー
2022年10月15日の8人タッグマッチに披露された。
アイアン・アルゼンチン・バックブリーカー
アルゼンチン・バックブリーカーの体勢から相手の顔面を自身の右手でアイアン・クローで極める複合技。
G1 CLIMAX33 YOSHI-HASHI戦で初披露された。
アイアン・コブラツイスト
コブラツイストの体勢から相手の顔面を自身の右手でアイアン・クローで極める複合技。
アイアン・スリーパーホールド
スリーパーホールドの体勢から相手の顔面を自身の右手でアイアン・クローで極める複合技。
アイアンクローで顔を痛めつけながら目隠し、 スリーパーで呼吸を止めさせ体力を奪いつつタップを狙う。
大空スバル式羊殺し
Vtuberグループ『ホロライブ』の短編アニメでもある『ホロのぐらふぃてぃ』にて、大空スバルが角巻わために使ったツッコミからオーカーンが自ら考案した技。
立った状態で相手の首に手を回し、首を支点に腰を反らす事で首と腰の両方アイアンクローで顔面へもダメージを与える。ただ、他の技につなげやすい反面、相手の体重を腕で支える必要があるためか高難度の技となっている。
大空スバル式羊殺し・ルーナ
片膝の状態で行う変形大空スバル式羊殺し。自らの膝を支点にするため、通常のものより腰がさらに反ることで、相手がさらに逃げ辛いものとなっている。
大空スバル式羊殺し・まつり
大空スバル式羊殺しの状態から相手の右手首を左手で掴み、相手の右腕をくの字に曲げ、相手の右腕の隙間に右腕を差し込み固定し、相手の首を絞め上げる変形のコブラクラッチ。
大空スバル式羊殺し2
Vtuberグループ『ホロライブ』の『ホロのぐらふぃてぃ』にて、大空スバルが角巻わために使ったツッコミから着想を得た技。
中腰の姿勢で締め上げるキャメルクラッチ。スタイナー・リクライナーとほぼ同型。

### 飛び技
プランチャ・スイシーダ
1.5東京ドームでのSANADA戦以降、極稀に使用するようになる。
ムーンサルトプレス
セカンドロープからのムーンサルトプレス。
1.5東京ドームでのSANADA戦以降、極稀に使用するようになる。

### 合体技
アーロン・ヘナーレ　ジェフ・コブ
Imperial Drop 
ヘナーレ、またはコブがファイヤーマンズキャリーで相手を担ぎ上げ、オーカーンが走り込んでダイヤモンド・カッターを決める技。
大空スバル式羊殺し・フブキ
大空スバル式羊殺しとクロスヒールホールドを同時に極める。
大空スバル式羊殺し・マリン
前述の大空スバル式羊殺し・フブキの体勢からオーカーンがエルボードロップを投下する。
上記のフブキとマリンという技名について、ファンの間では「白上フブキと宝鐘マリンが由来ではないか」とされているが、-O-カーン本人は否定している。

### その他
玉座
相手をコーナーポストに寄り掛からせ、その上に腰掛ける。精神的ダメージが大きく、オーカーンの場合はこの体勢から両腕を取り変形のパロスペシャルで締め上げることもある。
マスキュラーポーズ
魔緑毒霧
Historic X-overでのグレート・ムタ戦以降、極稀に使用。
2022年の秋にグレート・ムタの毒霧を何度も浴びたことにより、自らの体内で魔力がこもった毒を生成できるようになったと述べている。

## タイトル歴
新日本プロレス
- NJPW WORLD認定TV王座 : 1回（第8代）
- KOPW2024覇者（第2・4代保持者）
- IWGPタッグ王座 : 4回（第93・95・105・109代）（w / ジェフ・コブ→HENARE→カラム・ニューマン）

MEM
- MEMヘビー級王座 : 1回

SWE
- SWEタッグ王座 : 1回（w / ランペイジ・ブラウン）

RPW
- RPWブリティッシュ・ヘビー級王座 : 1回（第26代）
- RPWブリティッシュ・タッグ王座 : 1回（第23代）（w / ランペイジ・ブラウン）

プロレス大賞
- 技能賞（2021年）[140]
- 最優秀タッグチーム賞（2022年）[141]（w / ジェフ・コブ）
- 敢闘賞（2022年）[142]

## 人物
- 悪役レスラーで、一人称は「余（よ）」である[143]。曰く、「余は悪党で残虐非道」[144]。
- 自身のファン以外を愚民と吐き捨て、レスラーやファン以外の観客に対しては「平伏せ、愚民ども！」と容赦ない罵詈雑言を浴びせる一方で、ファンを帝国民と呼称し、大事にしている。
- 2020年10月より始まった東京スポーツの岡本佑介記者による東スポweb上でのインタビュー記事[145]が好評を博しており、後に「帝国書記官のおしごと」というタイトルがつき定期的に掲載されている。記事ではオーカーンが試合に勝利すると称賛する[146]一方、敗北すると辛辣な言葉で酷評することが恒例になっている[147]。2022年11月には同タイトルで書籍化がなされた。
- 大のアニメ好きである。特に『ラブライブ!』、『ラブライブ!サンシャイン!!』といったラブライブ!シリーズに傾倒しており、自称「最強のラブライバー」[9]。中でも園田海未推しである。レスリング・格闘技の大会に参加する際にもアニメキャラのTシャツで会場入りすることが多く[9]、「史上最強のオタク」と呼ばれることもある。こうしたこともあり、なかでも海未の声を担当した声優で歌手の三森すずこと結婚したオカダとは特に因縁づけられることがある[16][17]。
  - 前述の事件についても、泰三子の漫画を題材とした「『ハコヅメ~交番女子の逆襲~』という警察官のアニメを見ていたおかげで、事情聴取に寛大な心でどこまでも付き合ってやろうと心構えができていた。ギャップといわれるかもしれんが、物は使いようなだけだと思うぞ」と話した[148][149]。
  - 2014年2月、新日本プロレス会場内で発生した暴漢事件において、パトカー到着より先に犯人を取り押さえていた[150]。
- 天山広吉の付き人だった金光輝明の怪我による欠場時には、棚橋弘至と天山広吉の付き人を同時に勤め上げた[151]。
- ご当地マンホール鑑賞も趣味の1つであり、Instagramには度々遠征先のご当地マンホールの写真をアップしている。
- 甘いもの（スイーツ）好きで、前述の泥酔した男から女児を救った出来事はオーカーンがマクドナルドでパンケーキと桜もちパイを買った帰りに起きたものである[152]。恐怖で泣きじゃくる女児に「パンケーキ食うか？」と楽しみにとっておいたパンケーキを女児にあげている。
- 大食漢であり、エンパイアのメンバーからは「Seven Stomach」（七つの胃）と呼ばれている[153]。
- 永田裕志からは、「現在の新日本プロレスで唯一、ストロングスタイルができる選手」と評価されている。
- 自身のキャラクターはブレイ・ワイアットからインスピレーションを受けている[154]。
- 長州力とはスパーリングをする間柄であり、長州は自身の動画で「俺のタックルがもう通用しないので、オーカーンが憎たらしい」と語った[155]。
- 坂口征二から記念ジャケットをプレゼントされ、「期待しております」と言われた[156]。
- 内閣府の男女共同参画白書で20代男性の3人に2人（66％）に妻や恋人がおらず、4割（40％）はデート経験もないという結果が話題を呼んでいるという記事を自身のツイッター上に貼り付けて「この割合を見ると、もはや経験していなくても”普通”の部類ということ　別に恥ずかしがる必要は無し！」とつづると、「というよりも＂未経験＂という点を馬鹿にするとは、さすがの余もビビるほどの悪党じゃ！！　なら貴様は額から流血したことはあるのか？世界大会で優勝したことは？　経験だけで誇るなんてみみっちい」という私見を述べた事がある。[157]

## 書籍
- 帝国書記官のおしごと（岡本佑介と共著、2022年11月、ワニブックス）ISBN 978-4847072567

## メディア出演

### テレビ
- 行列のできる相談所（2022年5月22日、日本テレビ）
- 相席食堂（2022年8月23日、朝日放送テレビ）
- デカ盛りハンター（2022年10月28日　2023年4月23日、テレビ東京）
- 新日ちゃんぴおん。（第2・11試合　Season2 第16試合　Season3 第6・11・15試合、テレビ朝日）
- 異業種ポーカーバトル『カケヒキ』（2023年3月16・23・30日、TOKYO MX）

### ラジオ
- 帝国放送局による王宮生活ラジオ（新日本プロレス プレミアムPodcast）
- ゆうときょうかの「あつまれ！ささもり！」（第42回、音泉）
- 鷲崎健・藤田茜のグレパラジオP（第66回、音泉）
- Pro天狗（第426・428回、まえばしCITYエフエム）
- プ女子の世界ノ・ゾ・キ・ア・ナ（2023年1月26日、鳥越アズーリFM）

### Webアニメ
- りばあす（第50・51話、【公式】ヴァイスシュヴァルツ&Reバースチャンネル）